# Crematogaster rifelna
Crematogaster rifelna är en myrart som beskrevs av William F. Buren 1968. Crematogaster rifelna ingår i släktet Crematogaster och familjen myror. Inga underarter finns listade i Catalogue of Life.

## Bildgalleri

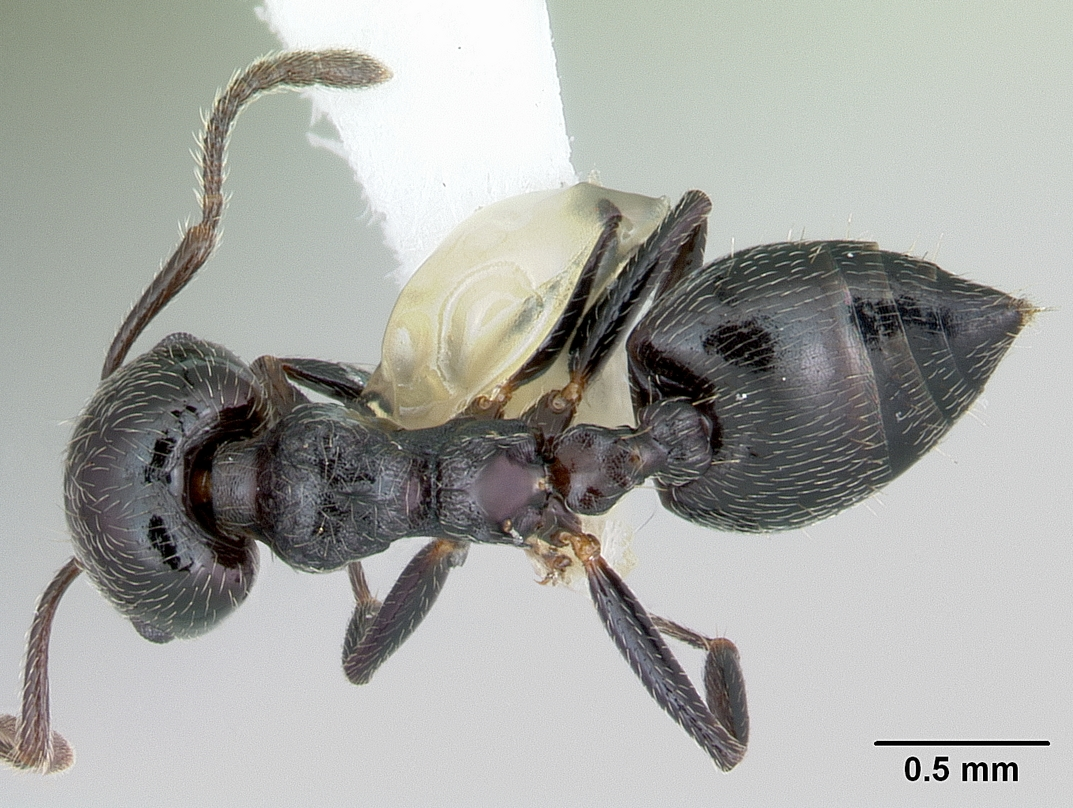
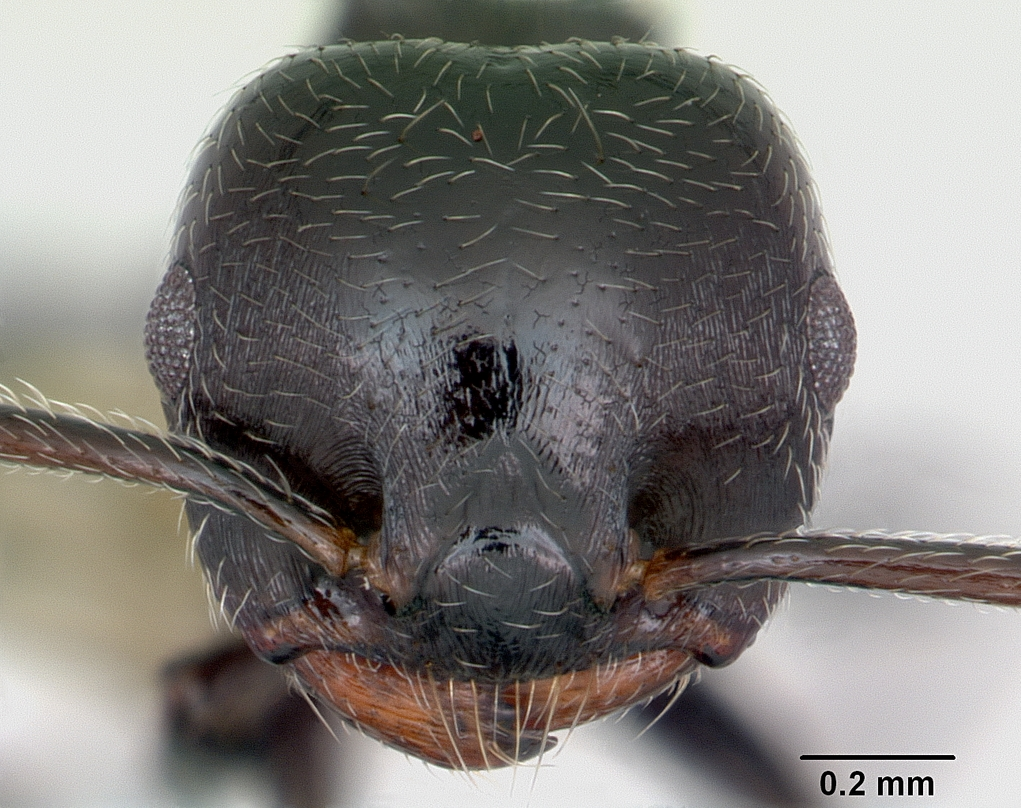
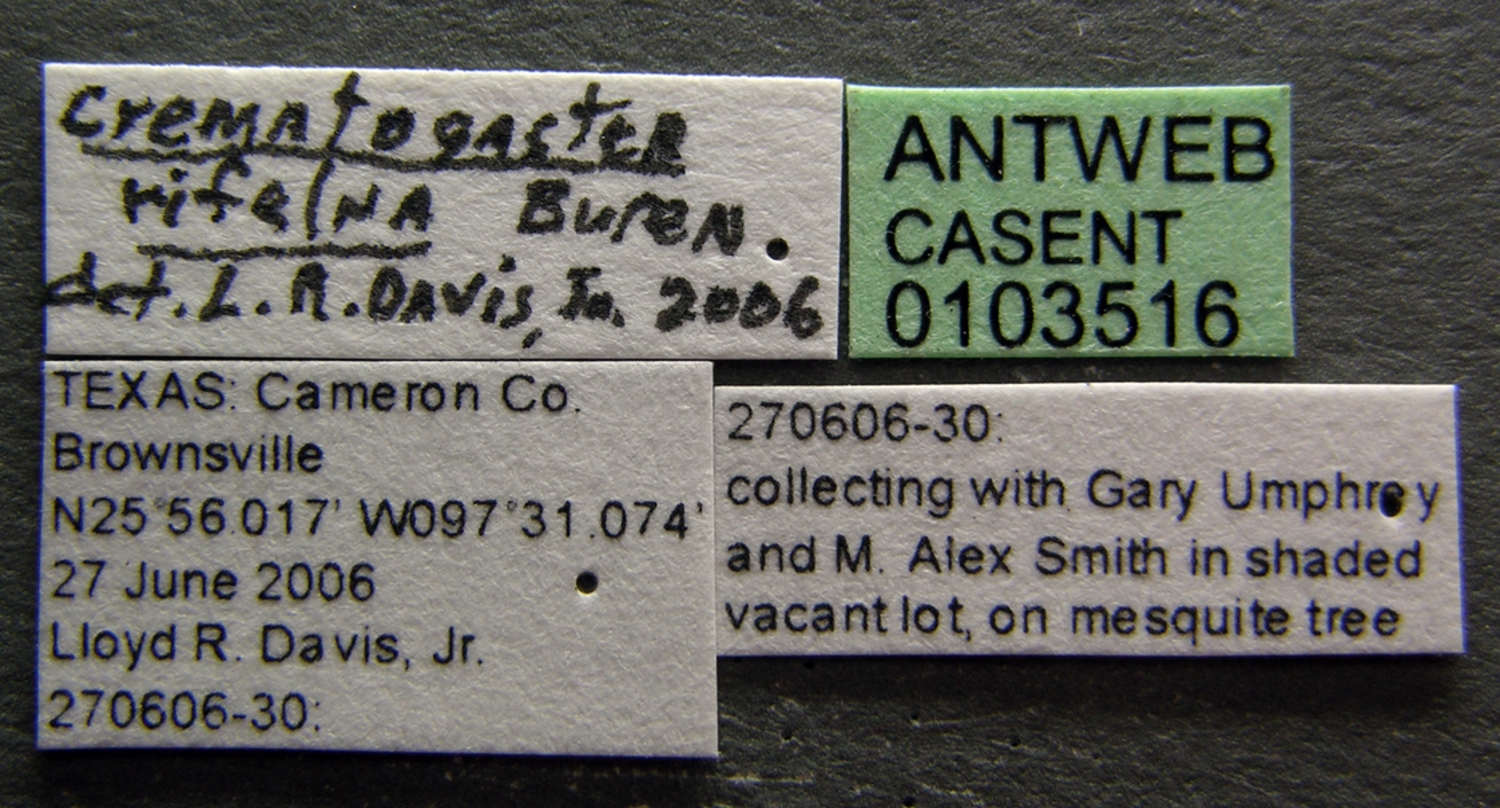
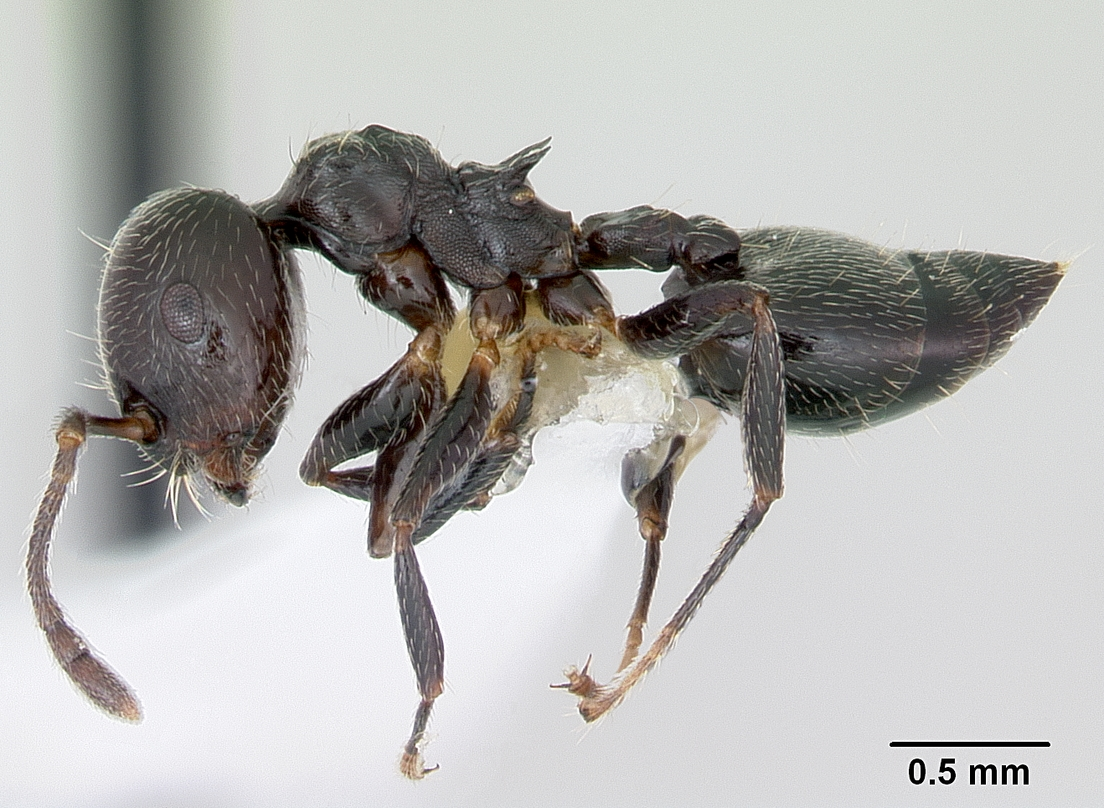